# گودزیلا در برابر گیدورا شاه
گودزیلا در برابر گیدورا شاه (به ژاپنی: ゴジラvsキングギドラ) فیلمی علمی تخیلی از سری فیلم‌های گودزیلا ساخته کمپانی توهو محصول سال ۱۹۹۱ است. کارگردان آن کازوکی اوموری است.